# Sábado de Pasión
El Sábado de Pasión  es la víspera del Domingo de Ramos, día en el que se inicia la Semana Santa. Es el sábado de la quinta semana de la Cuaresma, conocida por la religión cristiana como Semana de Pasión, y no debe ser confundido con el Sábado Santo, que se celebra una semana después, la víspera del Domingo de Resurrección.

## Celebración del Sábado de Pasión

### España
Durante toda la Semana Santa son numerosísimas las manifestaciones públicas de religiosidad, tanto en procesiones como en representaciones de la Pasión o ceremonias que, en muchos casos, gozan de una gran tradición histórica. En muchas ciudades éstas comienzan el Viernes de Dolores, como es el caso de Cartagena, Murcia, Lorca, Yecla, Vivero o Bilbao que tienen ese día procesiones similares a las de la semana posterior.
- En Cáceres sale la Pontificia y Real Cofradía del Espíritu Santo, Santísimo Cristo del Humilladero y Nuestra Señora de la Encarnación.[3]
- En Córdoba salen cinco cofradías de las denominadas Pro-Hermandades: Sangre del Higuerón, Traslado al Sepulcro de la Colonia de la Paz, La O de Fátima, Presentación al Pueblo del popular barrio de Cañero y Las Lágrimas del Figueroa (estas dos últimas se encuentran dentro de la nómina de hermandades en la Agrupación de Cofradías de la ciudad de Córdoba).
- En Jerez de la Frontera salen cuatro hermandades: La Misión, la Salvación, la Sagrada Mortaja y la Entrega de Guadalcacín.
- En Málaga procesiona la Hermandad de la Clemencia, además de diversas prohermandades, tales como San Andrés, desde el barrio homónimo; Verdad y Sagrario, desde el barrio de Carranque; Llaga y Buena Fe, desde el popular barrio de la Trinidad; Llagas y Columna, desde Los Ángeles; Desamparados, desde Los Corazones; y las Lanzas, entre los barrios de Gamarra y la Trinidad.
- En Salamanca por la tarde desfila la Archicofradía del Rosario con la imagen de Nuestro Padre Jesús de la Redención y por la noche la Hermandad Franciscana.[4]
- En Sevilla desfilan varias hermandades y agrupaciones parroquiales denominadas "de vísperas": La Milagrosa, El Cautivo de Torreblanca, Divino Perdón de Alcosa y San José Obrero (ésta también de Gloria), Los Desamparados, Padre Pío, San Jerónimo, entre otros. El Sábado de Pasión es un día de gran actividad cofrade y muchos lo consideran incluido en las celebraciones de la Semana Santa.
- En Zamora sale la Hermandad Penitencial de Nuestro Señor Jesús Luz y Vida.